# Arild Stubhaug
 Arild Stubhaug, född 25 maj 1948 i Naustdal i Sunnfjord, är en norsk författare som har skrivit biografier om matematikerna Niels Henrik Abel, Sophus Lie och Gösta Mittag-Leffler. 
Han har också skrivit en biografi om 1800-talspoeten Conrad Nicolai Schwach, samt en rad diktsamlingar. Arild Stubhaug debuterade som författare 1970 med diktsamlingen "Utkantane".  Han har studerat matematik, litteraturvetenskap och religionshistoria vid Universitetet i Bergen. 

## Priser och utmärkelser
- 1996 – Bragepriset för Et foranskutt lyn. Nils Henrik Abel og hans tid
- 2001 – Norska språkpriset
- 2002 – Hedersdoktor vid Universitetet i Oslo
- 2008 – Den norska akademiens pris
- 2010 – Doblougska priset